# Jorge Lanza
Jorge Lanza (Buenos Aires, 1 de mayo de 1914-ibídem, 17 de enero de 1990) fue un reconocido actor, animador, recitador criollo y cantor folclórico argentino.

## Carrera

### Filmografía
- 1936: Los muchachos de antes no usaban gomina como un miembro de la barra de Ernesto Rivera.[2]
- 1937: Fuera de la ley como Giménez
- 1938: La chismosa
- 1939: Así es la vida
- 1943: Todo un hombre, con Francisco Petrone, Amelia Bence y Florindo Ferrario. Con música de Lucio Demare.
- 1954: Sábado del pecado
- 1954: Misión en Buenos Aires
- 1954: El cartero
- 1959: Cerro Guanaco
- 1959: Cavalcade
- 1960: Río salvaje
- 1960: Hombres salvajes (producida en 1958)

### Televisión
- 1954: La huella eterna, junto con Adriana Alcock.
- 1954: Crisol de danzas y leyendas
- 1960: Tres destinos a puertas cerradas, por Canal 7, con Mabel Karr, Zulema Katz y Nivea Felse.
- 1960: Martes color de rosa, emitido por Canal 7.
- 1962: La pulpería de Mandinga, conducido por  Julio Márbiz.
- 1969: Manuel Belgrano
- 1977: El fogón de los recuerdos, junto a Celia Queiró.

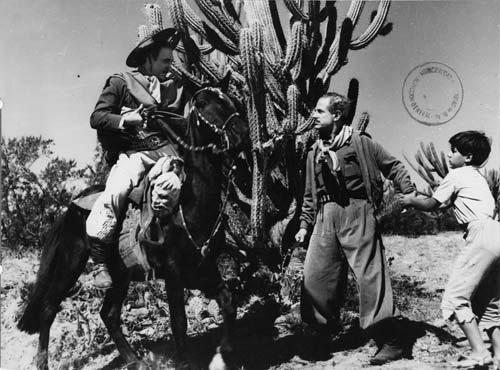
Jorge Lanza junto a Floren Delbene en el film Cerro Guanaco de 1958.

### Teatro
En teatro en 1935 formó  parte de la «Compañía Española de Comedias Juan Bonafé», estrenando el sainete lírico titulado La payariega estrenado en el Teatro Avenida, junto con Amanda Varela, Pedro Quartucci, Miguel Faust Rocha, Juana Sujo, Fernando Caprio, Gustavo Doria, Edna Norrell, Mario Nervi, Elida Bosch y Margarita Lawson.
En 1947 participó en una obra emblemática de la dramaturgia peronista, Camino bueno,
con la dirección de Carlos Morganti, junto con actores de la talla de René Cossa, Antonio Capuano, Esperanza Palomero, Elida Lacroix, Pedro Maratea y Vicente Forastieri, entre otros.
Otras obras:
- La tierra de los hijos (1938), con la Compañía de Camila Quiroga presentada en el Teatro Politeama.
- Mercado de Argelia (1939), con la compañía de Camila Quiroga, junto a Eva Duarte, Rosa Catá, Ada Pampín y Daniel de Alvarado.
- La fieresilla domada de Enrique Santos Discépolo, protagonizada por Fanny Navarro, formando una popular dupla cómica con Pablo Palitos.
- Antígona Vélez (también de Discépolo)[5]
- Romeo y Julieta
- La vida es sueño
- La Vuelta de Obligado
- Goyescas (1945)
- Camino bueno (1950), junto a Mario Danesi, Francisco Álvarez, Santiago Arrieta, Pedro Maratea, y otros.
- Argentina canta y baila
- Del Altiplano al Plata

### Radio
Jorge Lanza también incursionó en la radio en varios programas. Trabajó como locutor en Radio Provincia entre 1985 y 1988. También hizo Argentina canta y baila junto a Celia Queiró, Eduardo Falú y Enrique Dumas, en Radio Splendid.
En radioteatro es conocido sus papeles en Y no están en el bronce. También participó de un radioteatro en la que se contaba la historia de El Manco Paz, junto a  Elcira Olivera Garcés.
En 1944, Jorge Lanza, creó su propia compañía teatral, para representar obras escritas por él mismo. También participó en Argentina canta y bailar.
Entre 1946 y 1949 protagonizó una serie de radioteatros junto a Rosa Rosen como El Espadachín, El Mensaje del Héroe, La Tierra de Nadie, Un Hombre Extraño,  Ana y El Rey de Siam, Tres Sonrisas y Un Grito, Milagro de Amor, El Hijo Adoptivo, Vocación de Amor, El Derecho de los Hijos, Gaspar del Gorro Verde, Las Cuatro Plumas y El Amor Triunfa, estas dos últimas también junto a  Nelly Hering. Todas ellas emitidas por Radio Belgrano.
Tiene algunos discos editados, leyendo poemas de Belisario Roldán y Yamandú Rodríguez.

## Vida privada
Estuvo casado por muchas décadas con bailarina y coreógrafa Celia Queiró.